# Ejido Tula
Ejido Tula är en ort i Mexiko.   Den ligger i kommunen Mexicali och delstaten Baja California, i den nordvästra delen av landet, 2 200 km nordväst om huvudstaden Mexico City. Ejido Tula ligger 13 meter över havet och antalet invånare är 248.
Terrängen runt Ejido Tula är mycket platt. Runt Ejido Tula är det ganska tätbefolkat, med 58 invånare per kvadratkilometer. Närmaste större samhälle är Puebla, 15,0 km väster om Ejido Tula. Trakten runt Ejido Tula består till största delen av jordbruksmark.